# Мальцев Олександр Миколайович (політик)
Олександр Миколайович Мальцев (нар. 14 вересня 1956, м. Макіївка, Донецька область, УРСР) — міський голова Макіївки Донецької області (від 2006 року, фактично припинив обов'язки в 2014 році).

## Біографія
Олександр Миколайович Мальцев народився 14 вересня 1956 року в місті Макіївці в робітничій родині.
Закінчив макіївську СШ № 108. Трудову діяльність розпочав модельником на заводі «Коксодеталь».
Строкову військову службу проходив водієм у Московському військовому окрузі.
У 1982 році закінчив Макіївський інженерно-будівельний інститут (нині Донбаська національна академія будівництва і архітектури). Із будзагонами працював у різних частинах СРСР. За ударну працю в будівельних студентських загонах був нагороджений першою нагородою — медаллю «За трудову доблесть».
Після закінчення інституту працював на інженерних посадах обласного студентського загону, потім на партійній роботі, закінчив вищу Партійну школу, після чого повернувся до рідної Макіївки.
За незалежності України, у 1991—93 роки — начальник виробничого відділу управління капітального будівництва Макіївського металургійного комбінату.
Від травня 1993 року — заступник голови виконкому Кіровської районної ради народних депутатів м. Макіївки.
Від липня 1996 року — заступник голови Макіївської міської ради, начальник управління економіки, а з квітня 1998 року — заступник міського голови з питань діяльності виконавчих органів ради.
У період від квітня 1999 до лютого 2000 року працював заступником генерального директора ТОВ ПКФ «Алекс-ЛТД».
Від лютого 2000 року — заступник міського голови, а з вересня того ж року — перший заступник міського голови з питань діяльності виконавчих органів ради.
Від 2006 року — міський голова Макіївки. Згідно з результатами виборів до обласних рад, міських рад і міських голів обласних центрів у 2010 році Олександра Миколайовича Мадбцева переобрано на посаду макіївського мера на другий термін.
Виховує двох синів.
Посідаючи посаду міського голови, закінчив у 2006 році навчання в Академії державного управління при Президентові України.
За великий внесок у відродження духовності нагороджений орденом УПЦ МП. За вагомий особистий внесок у соціально-економічний та культурний розвиток регіону, багаторічну сумлінну працю та високий професіоналізм нагороджений Почесною грамотою Кабінету Міністрів України.
Указом Президента України від 6 грудня 2006 року № 1040 нагороджений орденом «За заслуги» ІІІ ступеня.
29 травня на засіданні Макіївської міської ради на підставі поданої Олексаднром Мальцевим заяви більшістю голосів його було відправлено у відставку.

## Приватна власність
Офіційно Олександр Мальцев проживає в двокімнатній квартирі, єдиним джерелом доходу є заробітна плата державного чиновника що становить 190 тисяч гривень/міс. Проте, журналістам він не може пояснити чому протягом останніх 15 років з роботи він повертається не на адресу прописки, а у величезний коштовний особняк з приватною охороною; за котрі кошти придбав автомобіль «Мерседес» S-класу.